# Глухов, Сергей Алексеевич
Сергей Алексеевич Глухов (1950 — 18 ноября 2008) — советский хоккеист, защитник.

## Биография
Выступал в высшей лиге первенства СССР за «Крылья Советов» с сезона 1967/68 по сезон 1982/83, за исключением перерыва на армейскую службу; провёл за «Крылья» более 450 официальных матчей. Мастер спорта СССР международного класса.
Победитель юниорского чемпионата Европы в составе сборной СССР (1969). Победитель IV зимней Спартакиады народов РСФСР в составе сборной Москвы (1970).
В сезоне 1970/71 выступал за ЦСКА: 7 матчей в чемпионате СССР 1970/71; 2 полуфинальных матча в Кубке Европы 1969-70. В том же сезоне выступал и за чебаркульскую «Звезду» (вторая лига). В сезоне 1971/72 выступал в первой лиге за калининский СКА МВО.
В составе «Крыльев Советов» — чемпион СССР (1973/74), серебряный (1974/75) и бронзовый (1972/73, 1977/78) призёр чемпионата СССР, обладатель Кубка СССР 1974, обладатель Кубка Европы 1975-77. Включён в список 34 лучших хоккеистов СССР (1974).
В 1974 году капитан «Крыльев Советов» Игорь Дмитриев отмечал, что Глухов — «чемпион команды по бегу и на спринтерские, и на стайерские дистанции».